# Попов, Иван Михайлович
Ива́н Миха́йлович Попо́в (1914—1990) — советский военнослужащий. Участник Великой Отечественной войны, Герой Советского Союза (1945). Гвардии ефрейтор.

## Биография
Иван Михайлович Попов родился 15 сентября (2 сентября — по старому стилю) 1914 года в деревне Ерцево Ширыхановского Покровского прихода Вельского уезда Вологодской губернии Российской империи (ныне территория Ерцевского сельского поселения Коношского района Архангельской области) в крестьянской семье Михаила Захаровича и Татьяны Фёдоровны Поповых. Русский. Окончил начальную школу. До призыва на военную службу работал в посёлке Хмелевое десятником на лесопункте Подюжского лестрансхоза.
В ряды Рабоче-крестьянской Красной армии И. М. Попов был призван Коношским районным военкоматом Архангельской области 29 сентября 1941 года. Службу начал в Беломорской военной флотилии красноармейцем Беломорского сектора береговой охраны. Летом 1942 года вместе с пополнением И. М. Попов был направлен в 42-ю отдельную морскую стрелковую бригаду. В ночь со 2 на 3 сентября 1942 года морские пехотинцы бригады форсировали Волгу и вошли в Сталинград. 10 сентября 1942 года в бою в Верхней Ельшанке Иван Михайлович был тяжело ранен в левую руку. Три месяца он лечился в госпитале в Новосибирской области. После выздоровления его направили кавалеристом во 2-й гвардейский кавалерийский корпус Западного фронта. 23 января 1943 года корпус был выведен в резерв Ставки Верховного Главнокомандования и 12 февраля включён в состав Центрального фронта. В ходе Севской операции Иван Михайлович трижды участвовал в рейдах корпуса за линией фронта. В конце марта 1943 года наступление Центрального фронта было остановлено и его подразделения перешли к обороне на северном фасе Курской дуги.
В апреле 1943 года красноармейца И. М. Попова перевели на должность замкового артиллерийского орудия батареи 76-миллиметровых пушек 22-го горно-кавалерийского полка 20-й горно-кавалерийской дивизии. 30 апреля 1943 года 2-й гвардейский кавалерийский корпус был выведен в резерв и вновь брошен в бой на Брянском фронте в ходе Орловской операции. Уже во время Брянской операции за массовый героизм личного состава 22-й горно-кавалерийский полк был преобразован в 35-й гвардейский, а 20-я кавалерийская дивизия — в 17-ю гвардейскую. В конце сентября 1943 года подразделения дивизии вступили на территорию Белорусской ССР. 28 сентября 1943 года красноармеец И. М. Попов участвовал в освобождении города Ветка. С ноября 1943 года дивизия, в которой служил Иван Михайлович, сражалась за освобождение юго-восточных районов Белорусской ССР в составе 65-й и 61-й армий, приняв участие в Гомельско-Речицкой и Калинковичско-Мозырской операциях. 14 января 1944 года красноармеец И. М. Попов участвовал в отражении немецких контратак у деревни Багримовичи. Благодаря слаженной работе расчёт орудия подбил 4 автомашины с вражеской пехотой. 9 февраля 1944 года Иван Михайлович был тяжело ранен у деревни Передрейка. К лету 1944 года И. М. Попов уже был в строю и участвовал в освобождении Белоруссии и восточных районов Польши от немецко-фашистских войск в ходе операции «Багратион». За время наступательных боёв в Белоруссии Иван Михайлович освоил воинскую специальность наводчика артиллерийского орудия. После выхода к Висле 2-й гвардейский кавалерийский корпус был выведен в резерв фронта для отдыха и пополнения.
14 января 1945 года началась Висло-Одерская стратегическая операция, в рамках которой войска 1-го Белорусского фронта провели Варшавско-Познанскую операцию. 16 января 1945 года 2-й гвардейский кавалерийский корпус был брошен в прорыв в полосе наступления 5-й ударной армии. На всём протяжении наступательных боёв от Вислы до города Польцин орудие, наводчиком которого был гвардии красноармеец И. М. Попов, находилось непосредственно в боевых порядках 3-го эскадрона 35-го кавалерийского полка. Овладев городом Бромберг, гвардейцы продолжили марш по западной Польше. У местечка Камион (Сохачевский повят Мазовецкого воеводства) противник оказал упорное сопротивление. При прорыве немецкой обороны благодаря чёткой работе наводчика Попова артиллеристы уничтожили 6 вражеских миномётов. В боях за город Кроне в Западной Пруссии расчёт Попова скрытно перетащил своё орудие по лесополосе, и выйдя во фланг мощной немецкой обороны, огнём с прямой наводки уничтожил 3 ручных и 2 станковых пулемёта. Своим манёвром артиллеристы вызвали весь огонь немцев на себя, что ослабило их сопротивление на направлении главного удара. Этим умело воспользовались эскадроны корпуса, и прорвав оборону противника, ворвались в город. Немцы в панике побежали, а расчёт продолжал вести огонь по противнику, уничтожив около 45 военнослужащих вермахта. Ещё 30 человек были взяты расчётом в плен.
29 января 1945 года 2-й гвардейский кавалерийский корпус, преодолев с боями около 600 километров, вышел к довоенной польско-германской границе и вступил в Померанию. К рассвету 31 января 1945 года передовые отряды корпуса вплотную подошли к Померанскому валу. Таким образом корпус, заняв большую территорию к западу от реки Кюдов, глубоко клинился в немецкую оборону, разъединив ястровскую и хойницкую группировки противника именно в тот момент, когда они получили приказ следовать навстречу друг другу, и соединившись у городка Ландек, занять позиции по западному берегу Кюдова. Получив приказ командующего фронтом не допустить объединения отрезанных немецких группировок и их отхода за Померанский вал, корпус занял круговую оборону. Юго-западное направление закрывали 35-й гвардейский кавалерийский и 189-й танковый полки. Самый опасный участок — шоссе Ястров-Ландек — было доверено оборонять 3-му эскадрону полка и его артиллерийской батарее. В районе Ястрова сосредоточивались части 15-й пехотной дивизии СС «Остланд», остатки 59-й пехотной дивизии и боевая группа полковника Роде. Из района Хойнице на Ратцебур отступала другая группировка противника, в состав которой входили 31-я пехотная дивизия, 23-я моторизованная дивизия СС «Недерланд» и ряд других частей. Утром 3 февраля 1945 года позиции 3-го эскадрона в районе местечка Валлахзее севернее села Фледерборн были атакованы превосходящими силами противника численностью до двух полков при поддержке 8 самоходных артиллерийских установок. Первый удар приняло на себя орудие, наводчиком которого был гвардии красноармеец И. М. Попов. Подпустив самоходки на максимально близкое расстояние, расчёт орудия подавил одну и зажёг вторую самоходку. Обнаружив орудие, противник открыл по нему массированный артиллерийско-миномётный огонь. Один за другим бойцы расчёта выходили из строя. Гвардии красноармеец Попов был контужен и дважды ранен, но не оставил поля боя. В какой то момент он остался у орудия один, но продолжал посылать в казённик снаряд за снарядом, пока ему на помощь не подоспел один из ездовых батареи. В критический момент боя, когда отделение немецких автоматчиков вплотную подобралось к орудию, Иван Михайлович отбивался ручными гранатами, уничтожив 8 и тяжело ранив 2 солдат неприятеля. Всего в ходе боя орудием Попова кроме двух САУ было уничтожено 5 бронетранспортёров, 6 артиллерийских орудий, 80 грузовых и легковых машин, 50 повозок с военным имуществом и до 150 солдат и офицеров противника. Когда в контратаку перешли подошедшие к месту боя основные силы 35-го и 12-го гвардейских кавалерийских полков с танками, САУ и батареей гвардейских реактивных миномётов, противник дрогнул и побежал. Потери немцев были катастрофическими: пятнадцать сожженных и подбитых танков и САУ, до четырёх тысяч солдат и офицеров убитыми, множество машин и подвод с грузами. До двух тысяч человек было взято в плен. Кавалеристами было захвачено тридцать четыре артиллерийских орудия, девятнадцать тяжелых миномётов, сто семьдесят два пулемёта и много другого военного имущества. Ястровская группировка противника практически перестала существовать.
Иван Михайлович быстро оправился от полученных ран и контузии. В ходе Восточно-Померанской операции он участвовал в боях за город Польцин, затем в Берлинской операции. Боевой путь ефрейтор И. М. Попов завершил у немецкого городка Бад-Вильснак недалеко от реки Эльбы. За мужество и героизм, проявленные при разгроме ястровской группировки врага Ивану Михайловичу Попову указом Президиума Верховного Совета СССР от 31 мая 1945 года было присвоено звание Героя Советского Союза. После демобилизации Иван Михайлович вернулся в родные места. Жил в посёлке Ерцево. До выхода на пенсию работал на Ерцевском леспромхозе. Умер И. М. Попов 8 марта 1990 года. Похоронен на кладбище села Подюга Коношского района Архангельской области.

## Награды
- Медаль «Золотая Звезда» (31.05.1945);
- орден Ленина (31.05.1945);
- два Орден Отечественной войны 1-й степени (22.02.1945; 06.04.1985);
- орден Красной Звезды (11.02.1944);
- медали, в том числе:

медаль «За оборону Сталинграда».

## Память
- Именем героя Советского Союза И. М. Попова названа улица в посёлке Подюга Архангельской области.

## Документы
- Общедоступный электронный банк документов «Подвиг Народа в Великой Отечественной войне 1941—1945 гг.» Дата обращения: 25 ноября 2012. Архивировано из оригинала 13 марта 2012 года.

Представление к званию Героя Советского Союза. Дата обращения: 25 ноября 2012. Архивировано 23 января 2013 года.
Указ Президиума Верховного Совета СССР о присвоении звания Героя Советского Союза. Дата обращения: 25 ноября 2012. Архивировано 23 января 2013 года.
Орден Отечественной войны 1-й степени (наградной лист и приказ о награждении). Дата обращения: 25 ноября 2012. Архивировано 23 января 2013 года.
Орден Отечественной войны 1-й степени (информация из карточки награждённого к 40-летию Победы). Дата обращения: 25 ноября 2012. Архивировано 23 января 2013 года.
Орден Красной Звезды (наградной лист и приказ о награждении). Дата обращения: 25 ноября 2012. Архивировано 23 января 2013 года.